# أونو (مث)
أونو (بالإنجليزية: Ono)‏ اسم أطلقه البولينيزيون على الرب رونغو Rongo في جزر الماركيز كرب الأغنية.